# Олексіївка (Харків)
Олексі́ївка — історична місцевість та житловий масив у Харкові, у північній частині міста. Традиційно її розділяють на Стару Олексіївку, Нову Олексіївку, Зелене та Флоринку.

## Географічне положення
Олексіївка знаходиться у північно-західній частині Харкова, в Шевченківському районі, між річкою Лозовенька та Олексіївською балкою, по якій тече річка Олексіївка.
На півночі місцевість межує з окружною автомобільною дорогою, на півдні — з річкою Олексіївка, на сході — із зоною відпочинку, на північному заході — з річкою Лопань.

## Історія
На місці житлового масиву знаходилось однойменне село, яке належало відомому слобожанському роду Квіток — до нього належав і Григорій Квітка-Основ'яненко. Рік заснування села — невідомий. У 1779 році його назвали «власницькою слобідкою» (рос. — «владельческая слободка»). Тоді в Олексіївці проживало 398 чоловіків вахмістрів Івана та Григорія Квіток і 179 неописаних душ (рахували лише чоловіків, жінок не рахували, оскільки вони не платили податки).
У районі нинішньої Олексіївської вулиці в 1920-х роках була побудована церква, навколо якої розрослося селище.
У 1950-ті Олексіївка увійшла до міської межі Харкова.
Забудова Нової Олексіївки розпочалась у 1970-х роках — типовими багатоповерховими панельними будинками, скомпонованими в житлові групи. Розробку проектів проводив інститут «Харківпроект», архітектори — М. І. Авраменко, Тетяна Морєва, Віктор Можейко. Один з мікрорайонів відвели під профтехучилища, технікуми і комунальні підприємства. У південній частині масиву звели студентське містечко — архітектори Ерік Черкасов, Є. Є. Гирш, 1965 рік — розраховане на 20 тисяч мешканців і забудоване типовими багатоповерховими гуртожитками.
У десятій п'ятирічці (1976—1980) Олексіївка була одним з основних центрів житлового будівництва у Харкові — займала в загальному об'ємі будівництва понад 19 %. Були побудовані 336-й і 337-й мікрорайони — забудовані дев'яти-, дванадцяти- та шістнадцятиповерховими будинками, в яких проживає близько 30 тисяч людей. У 1978 році на Олексіївському масиві почалося будівництво експериментального житлового комплексу у складі 338-го і 339-го мікрорайонів. Програма експерименту, затверджена Держбудом СРСР, мала підвищити ефективність використання цінних земель і можливість подальшого впровадження прогресивних рішень в практику масового будівництва у Харкові.
Основу Нової Олексіївки становлять дві головні вулиці — проспект Перемоги, що проходить паралельно окружній дорозі, та проспект Людвіка Свободи.
У квітні 2013 року Олексіївка посіла п'яте місце в соціологічному опитуванні на тему комфортності проживання в районах Харкова — після Павлового Поля, Аерокосмічного проспекту, історичного центру та Салтівки.

## Вулиці
- вулиця Академіка Погорєлова
- Артилерійська вулиця
- Артилерійський провулок
- вулиця Архітекторів
- вулиця Ахсарова
- Армійська вулиця
- Армійський в'їзд
- Бойова вулиця
- 1-й Бойовий провулок
- 2-й Бойовий провулок
- Броньова вулиця
- вулиця Володимира Пасічника
- вулиця Дмитра Кочеткова
- Домобудівельна вулиця
- вулиця Зв'язку
- Клочківська вулиця
- Котельниківська вулиця
- Лозовеньківський проспект
- проспект Людвіка Свободи
- вулиця Лялі Убийвовк
- Монтажна вулиця
- вулиця Мирослава Мисли
- вулиця Олександра Чабана
- Олексіївська вулиця
- 1-й Олексіївський в'їзд
- 2-й Олексіївський в'їзд
- проспект Перемоги
- Переможна вулиця
- Піхотна вулиця
- Піхотний провулок
- Солдатський провулок
- бульвар Фронтовиків
- Черняхівська вулиця
- вулиця Широніна
- Штурмова вулиця

## Транспорт
Тролейбусні і автобусні маршрути починаються на у кінці проспекту Перемоги і з'єднують Олексіївку з Павловим Полем та центром міста. Проспектом Перемоги проходить трамвайна лінія, що сполучає житловий район з промисловою зоною Іванівки та Центральним ринком.
На перетині проспекту Людвіка Свободи та вулиці Асхарова у грудні 2010 року була відкрита станція метро Олексіївська, а у серпні 2016 року на перетині проспекту Людвіка Свободи та проспекту Перемоги — станція метро Перемога.

## Водойми
- Лопань (річка) — ліва притока Уди
  - Олексіївське водосховище
- Лозовенька (річка) — ліва притока Лопані
  - Лозовеньківське водосховище
- Олексіївка (річка) — ліва притока Лопані
  - Новокомсомольське озеро (відстійник в Олексіївській балці)

## Підприємства, установи, заклади, організації
На місцевості розташовані, зокрема:
- Факультет переробних і харчових виробництв Державного біотехнологічного університету
- Харківський інститут банківської справи
- Харківський автомобільно-дорожній технікум
- Харківська виправна колонія № 25